# Eciton hamatum
Eciton hamatum este o specie de furnică militară din subfamilia Dorylinae; se găsește din Mexic până în centrul Braziliei și Bolivia. Specia diferă de Eciton burchellii, prin faptul că nu se extinde în subarboret atunci când caută hrană. Mai degrabă, se hrănește în coloane, adesea în copaci și pradă exclusiv larvele altor insecte sociale. Prada sa sunt adesea pui de viespi Vespidae și furnicile din genurile Dolichoderus și Camponotus, ceea ce sugerează că E. hamatum este în principal un furajator arboricol.
Se știe că fac poduri vii cu corpurile lor peste goluri mici.